# Saboula
Saboula è un comune rurale del Mali facente parte del circondario di Kita, nella regione di Kayes.
Il comune è composto da 5 nuclei abitati:
- Balandougou (centro principale)
- Bassibougou
- Boulouli
- Dindan
- Linguéna